# Renania-Palatinat
Renania-Palatinat (în germană: Rheinland-Pfalz, prescurtat RLP) este un land în sud-vestul Germaniei. Capitala landului este orașul Mainz, acest land fiind alcătuit după cel de al Doilea Război Mondial la data de 30 august 1946. În trecut era considerat „Teritoriu prusac pe Rin”. S-a format din fostele regiuni administrative de tip Regierungsbezirk Koblenz și Trier, fosta provincie Rheinhessen, o parte din fosta provincie Nassau și o parte din regiunea istorică Rheinpfalz.
Cea mai mare parte a landului se află la stânga de Rin, doar o mică parte (districtele rurale Rhein-Lahn, Westerwald, Neuwied  și Altenkirchen) pe malul drept.

## Districte rurale (Landkreise) din Renania-Palatinat
| 1. Ahrweiler 2. Altenkirchen 3. Alzey-Worms 4. Bad Dürkheim 5. Bad Kreuznach 6. Bernkastel-Wittlich 7. Birkenfeld 8. Cochem-Zell | 1. Donnersbergkreis 2. Eifelkreis Bitburg-Prüm 3. Germersheim 4. Kaiserslautern 5. Kusel 6. Mainz-Bingen 7. Mayen-Koblenz 8. Neuwied | 1. Rhein-Hunsrück 2. Rhein-Lahn 3. Rhein-Pfalz 4. Südliche Weinstraße 5. Südwestpfalz 6. Trier-Saarburg 7. Vulkaneifel 8. Westerwaldkreis |

Culorile mai închise de pe harta de mai sus reprezintă cele 12 orașe (districte urbane, kreisfreie Stadt) care nu fac parte din niciun district rural.
Valabil numai în Renania-Palatinat, districtele rurale se subîmpart în grupe de comune (Verbandsgemeinde), comune fără grupă și orașe fără grupă. În total în Renania-Palatinat există 163 grupe de comune cu 2.258 de comune, precum și 36 comune și orașe fără grupă (care țin deci direct de districtul rural respectiv).

## Districte urbane sau orașe district (kreisfreie Stadt)
| 1. Frankenthal (Pfalz) 2. Kaiserslautern 3. Koblenz 4. Landau in der Pfalz 5. Ludwigshafen am Rhein 6. Mainz | 1. Neustadt an der Weinstraße 2. Pirmasens 3. Speyer 4. Trier 5. Worms 6. Zweibrücken |